# Варанда (річка)
Варанда — річка у Нагірно-Карабаській Республіці та Азербайджані. Річка бере початок біля підніжжя гори Покр Кірс (2346 м) у Аскеранському районі Нагірно-Карабаської Республіки, пролягає через Мартунинський та Гадрутський райони, і вже у Азербайджані втікає в Аракс. На річці розташоване велике село Кармір шука.

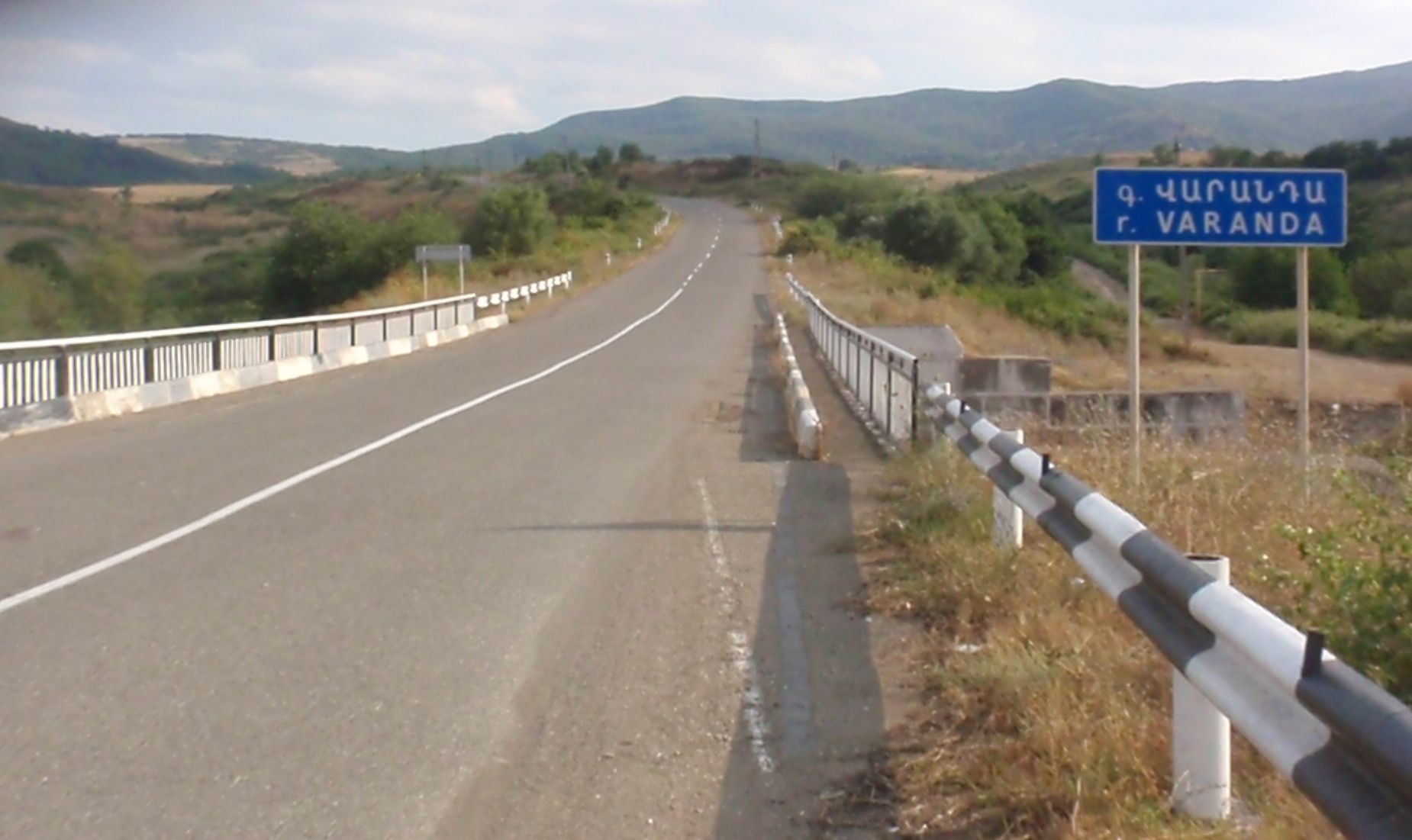
Міст над річкою Варанда

За часів СРСР Нагірний Карабах запропонував побудувати водосховище на річці Варанда для зрошення кількох тисяч гектарів родючих земель в околицях смт. Червоний Базар Мартунинський району колишньої НКАО, але Баку відмовило в цьому, мотивуючи тим, що в нижній течії річки Варанди в Фізулінському районі вже побудовані водосховища і спорудження нового резервуару в верхів'ях призведе до обміління цих водоймищ і економічних збитків. Політика «гідродавління» була сильним гальмом соціально-економічного розвитку Нагірно-Карабаської автономної області.